# Frans Melckenbeeck

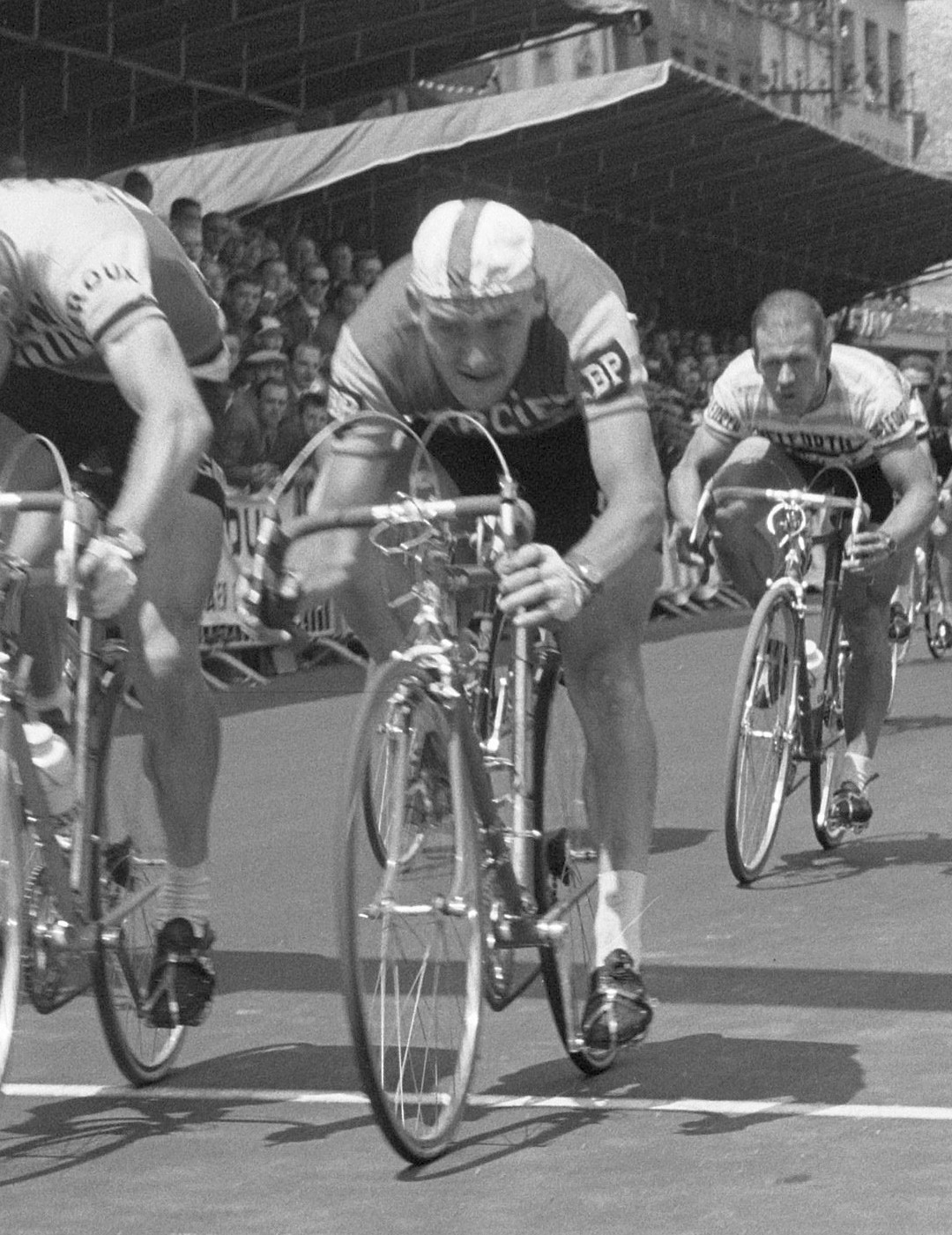
Frans Melckenbeeck (1962)

Frans Melckenbeeck (* 15. November 1940 in Lede) ist ein ehemaliger belgischer Radrennfahrer und nationaler Meister im Radsport.

## Sportliche Laufbahn
Er war Teilnehmer der Olympischen Sommerspiele in Rom. Dort bestritt er die Mannschaftsverfolgung.
Als Amateur gelang es ihm, in der Saison 1961 36 Siege zu erringen, darunter zwei Etappensiege in der Belgien-Rundfahrt, die Limburg-Rundfahrt, sowie die belgische Meisterschaft im Straßenrennen. Beim Sieg von Jean Jourden bei den UCI-Straßen-Weltmeisterschaften 1961 belegte er den 5. Platz. 1962 gewann er einen weiteren nationalen Titel, als er bei den belgischen Bahnmeisterschaften im Zweier-Mannschaftsfahren mit Romain De Loof siegte.
Danach wurde er Berufsfahrer im französischen Team Mercier, in dem Raymond Poulidor Kapitän war. 1963 gewann er mit dem Rennen Lüttich–Bastogne–Lüttich eines der Monumente des Radsportes vor Pino Cerami. Bei seiner ersten Tour de France 1962 schied er aus. 1963 gewann er die 4. Etappe und schied dann auf der 9. Etappe aus, ebenso 1964. Bei der Flandern-Rundfahrt 1963 wurde er Zweiter.
1964 konnte er das Rennen Omloop Het Volk gewinnen, sowie eine Etappe bei Paris–Nizza und zwei Etappen der Vuelta a España. 1965 gewann er erneut eine Etappe in der Vuelta.